# El soldat de Déu
El soldat de Déu (originalment en anglès, Machine Gun Preacher) és una pel·lícula dramàtica d'acció biogràfica estatunidenca de 2011 sobre Sam Childers, un antic motorista d'una banda convertit en predicador i defensor dels orfes del Sudan del Sud. La pel·lícula es va basar en el llibre de Childers Another Man's War i l'article de Vanity Fair «Get Kony», escrit per Ian Urbina. La pel·lícula està escrita per Jason Keller, dirigida per Marc Forster, i protagonitzada per Gerard Butler, Michelle Monaghan i Michael Shannon. La pel·lícula explica la història de Childers i els seus esforços per salvar els nens del Sudan del Sud en col·laboració amb l'Exèrcit d'Alliberament del Poble del Sudan contra les atrocitats de l'Exèrcit de Resistència del Senyor. El rodatge va començar el juny de 2010 a Michigan. El soldat de Déu es va estrenar al Festival Internacional de Cinema de Toronto de 2011 i es va estrenar als Estats Units el 23 de setembre de 2011.
El 16 de gener de 2022 es va estrenar el doblatge en català oriental central a TV3. També s'ha editat una versió doblada al valencià per a À Punt.

## Sinopsi
Sam Childers és un ex-pres que, després de tocar fons en haver mort un home, es converteix en un religiós devot que arriba a Ruanda com a col·laborador humanitari, fins al punt de construir-hi, amb diners seus, un refugi per a infants. La seva implicació personal cada vegada es fa més gran, fins al punt de defensar-lo amb les armes, sacrificar tot el patrimoni personal, desatendre la família i perdre els amics. Alhora, combat com a mercenari i predicador contra una de les faccions en conflicte al país africà.

## Repartiment
- Gerard Butler com a Sam Childers
- Michelle Monaghan com a Lynn Childers[7]
- Michael Shannon com a Donnie
- Madeline Carroll com a Paige
- Kathy Baker com a Daisy
- Souléymane Sy Savané com a Deng
- Rhema Marvanne com a Rik Oskam
- Mandalynn Carlson com a amiga de la Paige
- Bibi Nshimba per a les veus addicionals (sense acreditar).[8]